# Berlindialekt

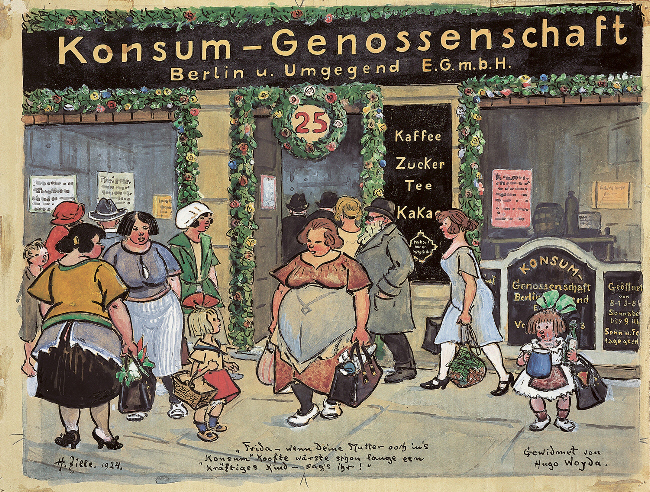
Heinrich Zille, Konsum-Genossenschaft, 1924.
Bildtext: „Frida – wenn Deine Mutter ooch in’s ‚Konsum‘ koofte wärste schon lange een kräftiges Kind – sag’s ihr!"

Berlindialekt (tyska: Berlinisch, Berlinerisch) är den variant av tyska som talas i och omkring Berlin. Den är närstående de plattyska eller lågtyska dialekterna, med ett ordförråd starkt influerat av inflyttningsvågor från olika århundraden, bland annat flamländska, franska genom hugenotter, jiddisch, polabiska, polska och ryska.
Några typiska kännetecken för den mer traditionella Berlindialekten som den talades under framförallt första halvan av 1900-talet är j-ljud istället för hårt g ("ganz" blir "janz", "gut" blir "jut" o.s.v.), ich uttalas som "ick" eller "icke", das uttalas som "det" eller "dit". Personliga pronomen uttalas ofta konsekvent i dativ ("mir") när högtysk grammatik normalt har ackusativ ("mich") och tilltal i tredje person singular förekommer fortfarande ("Hatter denn ooch’n jült’jen Fahrausweis?", direkt översatt till högtyska "Hat er denn auch einen gültigen Fahrausweis?", svenska: "Har han också ett giltigt färdbevis då?").
I folkmun förekommer vissa dialektala beteckningar på platser i Berlin, som "Goldelse" för Siegessäule och Tränenpalast för utresekontrollstationen från Östtyskland vid Friedrichstrasse. Många av de beteckningar som tillskrivs vissa platser i turistguider och liknande är dock dåligt belagda och relativt sällsynta i dagligt tal.
Som alla storstadsdialekter är Berlindialekten under ständig omvandling och de dialektala särdrag som under 1900-talet utmärkte Berlindialekten som den talades i stadens centrala delar återfinns idag tydligast i de förortsområden som Reinickendorf, Spandau, Köpenick och Mariendorf där en stor andel infödda Berlinbor bor samt i förstäderna i Brandenburg, medan centrala Berlin innanför Berlins ringbana har en stor andel inflyttade som inte är uppväxta med Berlindialekten. I f.d. Östberlin och Brandenburg har Berlindialekten förändrats långsammare än i Västberlin, på grund av faktorer som dialektens relativa sociala status och skillnader i rörlighet mellan Öst- och Västtyskland.